# Analestesa persica
Analestesa persica is een keversoort uit de familie Cebrionidae. De wetenschappelijke naam van de soort is voor het eerst geldig gepubliceerd in 1981 door Paulus.